# 貝爾蘭
在托爾金（J.R.R. Tolkien）的小說裡，貝爾蘭（Beleriand）是第一紀元及以前中土大陸西北部的地區，位於隆恩山脈（Ered Luin）以西。
貝爾蘭是中土大陸精靈事蹟的主要舞台，後來眾貝爾蘭精靈國度均被魔苟斯征服，只剩下很少生還者仍抵抗他。太陽紀542至587年，維拉發動憤怒之戰（War of Wrath）推翻魔苟斯，戰爭也摧毀了絕大部分的貝爾蘭。只有東貝爾蘭的部分地區倖存，即是林頓（Lindon），還有少許高地變成了海島。

## 登場
貝爾蘭是《精靈寶鑽》（The Silmarillion）一書述說的事績的最主要舞台。另外有使用貝爾蘭作舞台的托爾金小說還有《胡林的子女》（Children of Hurin）、《未完成的故事》（Unfinished Tales）、《失落的傳說》（Book of Lost Tales）與《貝爾蘭的歌謠》（The Lays of Beleriand）。

## 地理
本來，貝爾蘭僅用於巴拉爾灣（Bay of Balar）一帶，故此其意思是「巴拉爾灣的腹地」Country of Balar，其後這名字廣泛用於整個土地。貝爾蘭的南方和西方有很長的海岸線，接壤貝烈蓋爾海（Belegaer Sea），其北部則是高地希斯隆（Hithlum）、多索尼安（Dorthonion）及海姆瑞恩（Himring），東面是隆恩山脈（Ered Luin）。西北的內佛瑞斯特（Nevrast）之地有時也被認為是西貝爾蘭的一部份，因為其氣候更像西貝爾蘭而非希斯隆。內佛瑞斯特一度被用作貝爾蘭海岸線的總名稱，後來改作地名使用。

### 河流

#### 西瑞安河及其支流
貝爾蘭有兩條大河，其一的西瑞安河（River Sirion）是貝爾蘭的主要河道，由北至南將貝爾蘭分為東西兩部份。西瑞安河是貝爾蘭最闊且水量最多的河流。河流絕大部份地方都是難以越過，只有少量地區可以渡河。西瑞安河源起於威斯林山脈的西瑞安泉（Eithel Sirion），後來芬國昐在這裡建造了湧泉之塔（Barad Eithel）。
西瑞安河的支流包括：
1. 由多索尼安流出的瑞微爾溪（River Rivil），在西瑞赫沼澤（Fen of Serech）匯合
2. 由米斯林湖流經威斯林山脈的不知名河流，在西瑞安島（Tol Sirion）稍南處匯合[2]
3. 由倘拉登谷流出的乾河（Dry River），在貝西阿赫渡口（Brithiach）合流
4. 在接近貝西爾、尼多瑞斯和瑞吉安三座森林中間，西瑞安河合併了明迪伯河、伊斯果都因河與泰格林河
5. 艾林優歐的沼澤裡，埃洛斯河注入了西瑞安河中

穿過艾林優歐後，貝爾蘭中部由東至西有一連串山地，名為安德蘭山脈（Andram）。山勢在中間突然下跌，形成了西瑞安瀑布（Falls of Sirion），瀑布長年累月下沖擊出山下的天然石拱門，稱為西瑞安之門（Gates of Sirion）。水流繼續向南就到了塔斯仁谷，那裡水流湍急的納羅格河（Narog）流進了西瑞安河，這是最後一道西瑞安河的支流。西瑞安河一直奔流至河口的沙洲與蘆葦林，在那裡注入了大海的巴拉爾灣。
西瑞安河（Sirion）一名來自辛達語，意思是「大河」Great River。伊斯果都因、泰格林分別解作「隱藏之河」River under veil和「邊界歌者」Boundary-singer。至於瑞微爾、明迪伯、埃洛斯和納羅格的意思則不明。

#### 吉理安河與其支流
安德蘭山脈以東則是另一條大河吉理安河（River Gelion）。吉理安河流域位於東貝爾蘭。吉理安河是貝爾蘭中最長的河流，長度是西瑞安的兩倍。它沒有任何急流及瀑布，但速度卻比西瑞安河快得多。
吉理安河上游是兩條河道，分別是大、小吉理安河。大吉理安河（Greater Gelion）源頭位於瑞萊山，小吉理安河（Little Gelion）則是海姆瑞恩。大吉理安河同時也有分為兩條支流，主流源頭於瑞萊山，另一條不知名的支流就從海倫佛恩湖（Lake Helevorn）流出，在大小吉理安河交匯前這條小支流已經注入了大吉理安河中。
兩條河流在薩吉理安的西北邊交會，向南一直走就開始與從隆恩山脈發源的六條河流交匯。於薩恩渡口（Sarn Athrad）附近，阿斯卡河（Ascar）流入了吉理安河。阿斯卡河的北岸是矮人路。後來，多瑞亞斯的寶藏就沉到阿斯卡河中，那條河就改稱為拉斯洛瑞爾（Rathlóriel，意思是「金色的河床」golden riverbed）。從北到南，剩下的五條支流分別是：
1. 梭洛斯河（Thalos）
2. 里勾林河（Legolin）
3. 貝爾索爾河（Brilthor）
4. 杜爾溫河（Duilwen）
5. 阿督蘭特河（Adurant）

阿督蘭特河上有著一處瀑布，稱為藍希爾·拉瑪斯（Lanthir Lamath），是貝倫與露西安之子迪歐及其家人的居所。在匯合了阿督蘭特河後，吉理安開始向西拐彎，沿著巨大的都因那斯森林（Taur-im-Duinath）的邊緣走，一直奔流到大海，注入巴拉爾灣的南邊。
托爾金為著吉理安河一名的起源和意思一直作出修改，曾有來自古英語、精靈辛達語和矮人語的版本，故此名字來源和意思均不確定。其六條支流名字均來自辛達語，由北至南的排序列出其意思：「急流」rushing、「水流」torrent、「自由奔騰」free-running、「閃亮的水流」glittering torrent、「清新之河」Fresh river和「分叉支流」Double stream。

#### 其他較小河流
在貝爾蘭西部的法拉斯（Falas），貝松河（River Brithon）及南寧河（River Nenning）是兩條較小的河。它們是獨立發源於西貝爾蘭的一些高地，不隸屬於西瑞安河、吉理安河，抑或兩條河流的任何支流。前者於港口貝松巴附近流入大海，後者則於伊葛拉瑞斯特注入大海。貝松和南寧的名字都來自辛達語，意思分別是「碎石(之河)」(river of) Gravel和「窄河」Narrow river。
另外在米斯林湖（Lake Mithrim）為中心，也有幾條河流流向附近的山脈中，但都是沒有命名的河流。同樣在攔魔絲地區，露明山脈中有條河流流向大海，但都沒有命名。

### 轄境

#### 攔魔絲
西北部的貝爾蘭、專吉斯特狹灣（Firth of Drengist）與露明山脈（Ered Lómin）以北及與大海之間的地帶，稱為攔魔絲（Lammoth）。攔魔絲的意思為「大回聲」或「群集的聲音」，源於魔苟斯在此被昂哥立安攻擊，魔苟斯受創痛苦大叫，聲音響遍全地。。不過在《未完成的故事》則指出，攔魔絲之名來自於在那裡聲音的自然現象。第一紀元之初，費諾登陸於攔魔絲南邊的專吉斯特狹灣，在狹灣口的羅斯加爾（Losgar）燒燬所有帖勒瑞族（Teleri）的白船，踏上中土大陸。狹灣旁的露明山脈中有處寧尼阿赫隘口（Cirith Ninniach），被特剛後來開鑿成方便希斯隆與內佛瑞斯特聯繫的通道。
攔魔絲以北是連接中土大陸與阿門洲（Aman）大陸的唯一道路。由攔魔絲出發，經過西爾卡瑞西海峽（Helcaraxë）的苦寒危險之地，就會抵達佩羅瑞山脈（Pelóri）以北、荒涼的阿瑞曼（Araman）。摧毀雙聖樹後的魔苟斯與昂哥立安、被費諾家族拋棄的諾多族曾經走過這條路，是諾多族立下最偉大的功績之一，但為此他們付出極沉重代價，連特剛之妻埃蘭薇（Elenwë）也死在那裡。

#### 阿佛尼恩
阿佛尼恩（Arvernien）是貝爾蘭最南端的地區。東面為西瑞安河口（Mouths of Sirion），河口有錯綜複雜的支流與茂盛的蘆葦島和沙洲，用作船隻的隱藏點和精靈人類的庇護所。北邊是塔斯仁谷（Nan-tathren），中土大陸最著名的柳樹林，又稱塔沙瑞楠（Tasarinan），塔斯仁谷以南有一大片百花生長的草原。西南端是海角巴拉爾角（Cape Balar），是巴拉爾灣的最北端。另外寧白希爾（Nimbretheil）的樺樹林都生長在阿佛尼恩的西面，這地的木材極為適合造船，航海家埃蘭迪爾的船威基洛特（Vingilótë）也是用寧白希爾的樹所造。
在各精靈王國滅亡後，阿佛尼恩的河口地帶成為了避難所。最早的避難所是由造船者瑟丹（Círdan）所建立。阿佛尼恩的首任統治者為圖爾與伊綴爾，後來二人之子埃蘭迪爾（Eärendil）承繼此地。第三次親族殘殺（Third Kinslaying）發生於此。憤怒之戰中，西方大軍登陸於西瑞安河口。戰後精靈與人類的生還者都集中在這裡，部份精靈造船返回維林諾，其餘則東遷伊利雅德（Eriador），而人類就起航至努曼諾爾（Númenor）。
阿佛尼恩一名大概是來自辛達語，但意思未明。

#### 多瑞亞斯
多瑞亞斯（Doriath）是辛達族的王國，由埃盧·庭葛（Elu Thingol）統治。許多第一紀元的精靈事蹟都有牽涉多瑞亞斯，如貝倫與露西安、圖林·圖倫拔等。多瑞亞斯的首都是明霓國斯（Menegroth）。
多瑞亞斯囊括了六個森林，分別是貝西爾（Bretheil）、尼多瑞斯（Neldoreth）、瑞吉安（Region）、艾莫斯谷（Nan Elmoth）、雅索瑞安（Arthórien）與尼佛林（Nivrim），當中只有瑞吉安、雅索瑞安、尼多瑞斯和尼佛林森林受美麗安環帶的保護，其他都只是庭葛宣稱擁有的領土。艾莫斯谷實際上是伊奧（Eöl）的領地，他為庭葛鑄劍換得森林的獨居權。貝西爾則是人類哈拉丁族的居所，由芬羅德為他們向庭葛請求所得的土地，中心有座山名為歐貝爾山（Amon Obel）。哈麗絲的子民把守著泰格林河的渡口。另外，多瑞亞斯也包括了埃洛斯河（Aros）、伊斯果都因河（Esgalduin）、西瑞安河、明迪伯河（Mindeb）於領土內。
多瑞亞斯又稱「守護的王國」，因為其主要領域都被邁雅王后美麗安（Melian）用魔力構築的環帶所包圍，沒有任何人可以在違反她和庭葛王的意願下進入此地，除非來者的力量遠超美麗安。未經准許之人踏入環帶，只會迷失在當中。環帶南邊也包括了微光沼澤艾林優歐（Aelin-uial），那裡終年隱匿在迷霧之中。庭葛死後美麗安離去，環帶消散，多瑞亞斯兩次遭到掠奪而滅亡。
多瑞亞斯一名來自辛達語，意思是「圍牆之地」Land of the fence，因為這裡被美麗安環帶所圍繞和保護。

#### 多索尼安
多索尼安（Dorthonion）是貝爾蘭北部的一座高地。在第四戰役後改稱為浮陰森林（Taur-nu-Fuin）、歹都瓦司（Deldúwath），陸沉後只剩下高地頂端沒有被大海淹沒，改稱為浮陰島（Tol Fuin）。多索尼安在貝爾蘭北部極具戰略地位，故此阿格烈瑞伯戰役、班戈拉赫戰役和尼南斯·阿農迪亞德戰役中，魔苟斯屢次派兵欲攻克此地。
多索尼安頗為貧瘠，主要生長松樹。高地同時是瑞微爾溪的發源地。北面朝著阿德加藍草原（Ard-galen），草原曾被諾多族用作放馬用，在第四戰役後被烈火焚毀，變成沙漠安佛格利斯（Anfauglith）。東北部是稱為拉德羅斯（Ladros）的地方，曾屬於人類比歐族的封地。高地中有許多小湖水潭，最有名的是東南處的艾洛因湖（Tarn Aeluin），其倒影清澈美麗，邁雅美麗安曾將此地封聖。
多索尼安南面接壤滿佈恐怖生物的戈堝洛斯山脈（Ered Gorgoroth）。山脈與倘拉登谷之間夾著阿納赫通道（Pass of Anach），多索尼安淪陷後半獸人經此騷擾多瑞亞斯北境。山脈另一面就是丁巴爾（Dimbar）、蕩國斯貝谷（Nan Dungortheb）和多爾迪尼（Dor Dínen）。丁巴爾一度屬於庭葛的勢力範圍，但紀元後期半獸人攻佔了此地。蕩國斯貝谷中昂哥立安（Ungoliant）的蜘蛛後裔不斷羅織網子，捕捉任何誤闖的生物，是中土大陸最有名的恐怖地區之一。多爾迪尼雖在美麗安環帶裡，卻是毫無人煙，因而得名「寂靜之地」，向東越過埃洛西阿赫（Arossiach）就到了費諾諸子的地盤。安格班之圍（Siege of Angband）時，不時都會有人使用戈堝洛斯山脈南面的捷徑，蕩國斯貝谷東面的伊斯果都因河上，精靈們曾修築舊橋（Iant Iaur）方便通行。
多索尼安由費納芬（Finarfin）之子安格羅德（Angrod）及艾格諾爾（Aegnor）統治，隸屬兄長芬羅德的管轄，治下的子民並不多。第四戰役後，多索尼安被焚燒，大量精靈與人類死亡或逃離此地，只有巴拉漢（Barahir）持續抵抗，比歐族的人員死傷慘重。多索尼安逐漸變得可怕，怨靈在這裡出沒並追殺任何踏足此地的生物，甚至連半獸人如非必要也不敢進入這裡。索倫（Sauron）被露西安擊敗後逃亡到浮陰森林，進一步把這裡變得更為恐怖。第五戰役前，梅斯羅斯短暫收復了多索尼安。他約定芬鞏同時東西夾攻安格班，於多索尼安點燃烽火為訊號。聯軍戰敗後，多索尼安淪為魔苟斯統治。憤怒之戰後，只有多索尼安的頂峰沒有沉沒，其他地方都被淹沒。
多索尼安一名來自辛達語，意思是「松樹之地」Land of pines。

#### 東貝爾蘭
東貝爾蘭（East Beleriand）是貝爾蘭廣闊的東部的總稱。吉理安河（Gelion）由北向南流過東貝爾蘭的大部份地區。
薩吉理安（Thargelion）為其轄下的地區，處於吉理安河以東、阿斯卡河以北，屬於費諾之子卡蘭希爾（Caranthir）的領土，故此此地又稱多爾卡蘭希爾（Dor Caranthir）。在卡蘭希爾之前，薩吉理安被辛達族稱為盧寧平原（Talath Rhúnen）。卡蘭希爾和他的子民多居於北部的瑞萊山（Rerir）與海倫佛恩湖（Helevorn）。哈拉丁族曾短暫地住在這裡，他們在阿斯卡河與吉理安河的夾角建立防禦，抵擋半獸人的攻擊。

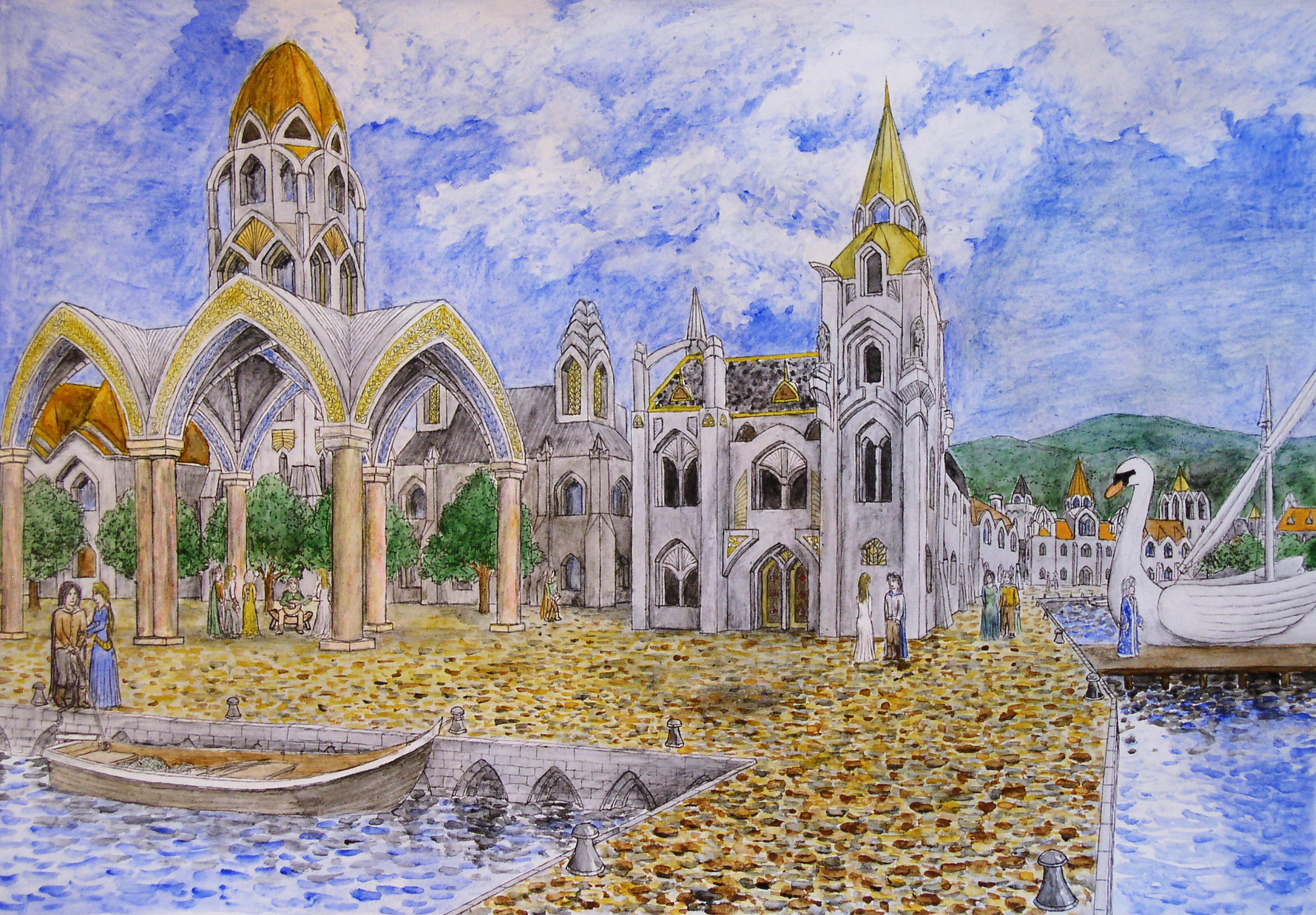
書迷對貝松巴的描繪，由Matěj Čadil所畫。

多米得山（Mount Dolmed）也屬於薩吉理安的區域裡，鄰近隆恩山脈，曾是戰敗後的費諾眾子的避難所。薩恩渡口（Sarn Athrad）和矮人路都位於薩吉理安，矮人從諾格羅德（Nogrod）和貝磊勾斯特（Belegost）絡繹不絕地來到多瑞亞斯，與庭葛王作交易。卡蘭希爾利用這個優勢取得很多財富。班戈拉赫戰役後，薩吉理安被敵軍摧毀，但薩恩渡口至矮人路尚存，後來成為了貝倫領兵攻打掠奪了多瑞亞斯矮人的地點。
另外在廣饒的東貝爾蘭上，伊斯托拉德（Estolad）也是其轄下的領域。當地屬於費諾的雙胞胎兒子安羅德與安瑞斯的管治，曾居住過伊甸人（Edain）的三支家族，雖然大部份的居民稍後都西遷，但此地仍有不少伊甸人留居至貝爾蘭的覆滅。向東就是隆恩山脈（Ered Luin），山後是日後第二、三紀元時精靈聚集的林頓（Lindon）。向南則是伊瑞伯山（Amon Ereb）與藍達爾（Ramdal）的斜坡。前者是東貝爾蘭南境的戰略要地，在第一戰役（First Battle of Beleriand）中綠精靈之王丹耐索在此力戰至死；後者是安德蘭山脈的東端。繼續向南就是廣大的都因那斯森林（Taur-im-Duinath），那裡渺無人煙，除了亞維瑞（Avari）會進去之外沒有人流連在此。
薩吉理安一名來自辛達語，意思是「吉理安河外之地」Land beyond Gelion。至於伊斯托拉德則不明它的來源，但其意思是「紮營」the Encampment。

#### 法拉斯
法拉斯（Falas）是貝爾蘭西部的海岸地帶。主要的居民是法拉斯瑞姆，即瑟丹的子民。南寧格河與貝松河流經法拉斯的地區，在河口處法拉斯的精靈修築了兩個港口，伊葛拉瑞斯特（Eglarest）與貝松巴（Brithombar）。在第一戰役時，魔苟斯遣兵圍困兩港，後來費諾登陸中土，圍城部隊被派往北線攻打諾多族，在努因吉利雅斯戰役（Dagor-nuin-Giliath）中覆沒。
諾多族在貝爾蘭建立王國時，納國斯隆德與瑟丹結盟，派人協助修整港口，並在海岬建立了寧瑞斯塔（Barad Nimras）監視海面，以免安格班從海上對精靈們發起突擊。但其實魔苟斯與他的爪牙都恐懼水與海洋，根本沒想過發動海戰。第五戰役後，法拉斯精靈因為不斷侵襲敵人和收容逃難精靈，遭到魔苟斯的報復攻擊，瑟丹頑強抵抗後戰敗南逃，港口被毀、寧瑞斯塔崩塌，自此法拉斯被廢棄。
法拉斯日後曾做過幾次戰場。納國斯隆德公開出戰時，當地的精靈曾收復了法拉斯地區。另外憤怒之戰的一個版本裡，英格威安（Ingwion）率領凡雅族（Vanyar）精靈登陸於伊葛拉瑞斯特，擊敗了駐防海岸的半獸人。
法拉斯一名來自辛達語，意思是「海岸」Shore。

#### 貢多林
貢多林（Gondolin）是貝爾蘭北方的隱藏精靈城市。貢多林地處倘拉登谷（Tumladen），於葛威瑞斯山丘（Amon Gwareth）上。貢多林被險峻的環抱山脈（Echoriath）高山所圍繞，巨鷹在山上築巢。山底有條密道，由從谷中流出的乾河所沖刷而成，特剛（Turgon）在密道中建設了七道大門。
維拉烏歐牟（Ulmo）以夢提示特剛，讓他找到倘拉登谷，並在這裡修建貢多林。貢多林以提理安（Tirion）作原型，是貝爾蘭中最美麗的城市，足以媲美提理安。貢多林秘密修建了52年，建成後特剛與他的全部子民逐漸遷入城內，放棄了原本的居所內佛瑞斯特。
貢多林被梅格林（Maeglin）背叛，在第一紀元510年遭到魔苟斯的襲擊。他的部隊翻越了高聳而警戒少的北邊山嶺，對貢多林進行圍城。經過激戰後，魔苟斯付出極為嚴重的傷亡才攻下貢多林，但絕大部份的貢多林軍民，包括城主特剛，都戰死在圍城戰和掠奪當中，只有少量生還者逃至西瑞安河口。
貢多林一名來自辛達語，意思是「隱藏之石」Hidden rock或「隱藏岩石之心」Heart of hidden rock。其昆雅語版本為昂督林迪（Ondolindë），均解作「岩石之歌」Rock song或「水中音樂之岩石」Rock of the music of water。

#### 希斯隆
希斯隆（Hithlum）位於貝爾蘭的北部，鄰近西爾卡瑞西海峽（Helcaraxë）。威斯林山脈（Ered Wethrin）將它與西貝爾蘭割裂開來。希斯隆特別多霧，故有希斯隆一名，因為希斯隆意思是「迷霧之地」（Mist Shadow），昆雅語之名西斯羅迷（Hisilómë）意思也一樣。希斯隆轄下有米斯林（Mithrim）、多爾露明（Dor-lómin）和內佛瑞斯特（Nevrast）。希斯隆氣候寒冷和多雨，同時亦是十分肥沃。諾多族最初的聚居地都在希斯隆的米斯林湖沿岸，不論是費諾或芬國昐的子民。
威斯林山脈在北邊和南邊都形成了防禦牆，此天險只有幾個隘道，組成一個天型的防線。西邊則是露明山脈（Ered Lómin），向西北朝西爾卡瑞西海峽而去。露明山脈以西就是攔魔絲（Lammoth），不屬貝爾蘭或希斯隆的疆域。內佛瑞斯特也是被露明山脈所隔絕，一般認為內佛瑞斯特是希斯隆的一部份，但是內佛瑞斯特的氣候則類近西貝爾蘭，故有時也被當成西貝爾蘭的一部份。
第一紀元初，芬國昐家族與費諾家族和解，梅斯羅斯放棄了米斯林東遷。希斯隆則歸屬於芬國昐家族，芬國昐（Fingolfin）親自管理米斯林、芬鞏（Fingon）掌有多爾露明，而特剛則統治內佛瑞斯特。其後哈多族來到西邊，獲得多爾露明為封地。紀元中期，魔苟斯不時派兵攻擊希斯隆。第四戰役後，希斯隆兩度在精靈和人類們付出巨大損失才保衛得住，但至第五戰役後希斯隆出戰的精靈與人類都覆滅了。殘存的精靈不是逃亡就是被俘為奴，哈多族人則被入主希斯隆的東方人所奴役。憤怒之戰後希斯隆完全被毀。

#### 梅斯羅斯防線
梅斯羅斯防線（March of Maedhros）是東貝爾蘭北部一系列由費諾眾子（Sons of Fëanor）所管治的設防地帶。
費諾眾子在離開了希斯隆後，遷居東貝爾蘭，長兄梅斯羅斯（Maedhros）位於海姆瑞恩（Himring）建立起要塞，防禦東貝爾蘭北邊地勢較低的地帶。海姆瑞恩山頂平坦寬廣，但是卻光禿無樹，被一列低矮山丘所包圍。次子梅格洛爾（Maglor）則駐軍於海姆瑞恩東邊的低谷，山勢在此劇降，故此在早期半獸人經此攻入東貝爾蘭境內。低谷被大小吉理安河所包圍，許多騎兵駐紮在這裡，防備半獸人的突擊。

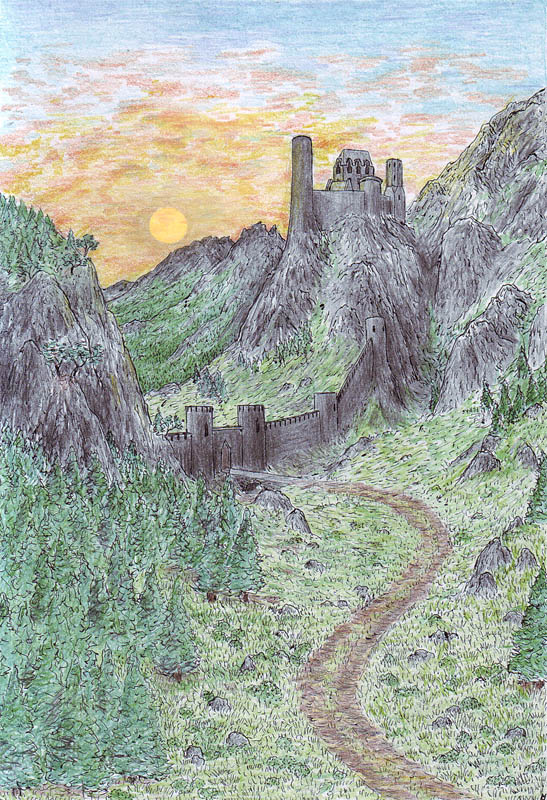
書迷對艾格隆的描繪，由Matěj Čadil所畫。

在海姆瑞恩與多索尼安之間有條狹窄通道，稱為艾格隆狹道（Pass of Aglon）。凱勒鞏（Celegorm）與庫路芬（Curufin）駐有重兵在此及狹道後、位於克隆河（Celon）與埃洛斯河（Aros）之間的辛姆拉德（Himlad）。防線北邊朝住洛斯藍草原（Lothlann），費諾諸子的騎兵經常在草原上奔馳。
第四戰役中，海姆瑞恩是唯一一個擋住了魔苟斯攻勢的要塞，其餘地區皆被敵軍攻陷。梅斯羅斯的奮戰使很多子民都倖免，他們集結在海姆瑞恩後重新投入戰鬥，並聯合多瑞亞斯遏制了敵人的進犯，甚至進行一定程度的反攻，收復了艾格隆和多索尼安。可是第五戰役後，費諾眾子慘敗，梅斯羅斯防線也自此被完全摧毀，連海姆瑞恩也淪為安格班的駐軍點。
憤怒之戰後梅斯羅斯防線一帶均沉入海底，除了海姆瑞恩最頂峰的地方，日後被稱為西姆林（Himling）。
海姆瑞恩、艾格隆和辛姆拉德的名字都來自辛達語，意思分別是「永遠寒冷的」Ever-cold、「高牆之間的隘口」Pass between high walls和「寒冷平原」Cool plain。

#### 納國斯隆德
納國斯隆德（Nargothrond）是西貝爾蘭一處要塞，由芬羅德·費拉剛（Finrod Felagund）所建。矮人稱此地為努路克奇丁（Nulukkhizdīn）。納國斯隆德位於納羅格河（Narog）河畔，在林威爾溪（Ringwil）注入納羅格河處，於法羅斯森林（Taur-en-Faroth）高地之下。芬羅德決心建造一處可以隱藏大量軍力的地方，受明霓國斯的啟發，芬羅德築成了納國斯隆德。
在納國斯隆德要塞北邊，是稱為迪能平原（Talath Deinen）的一塊廣闊平原，在納國斯隆德精靈決定以隱藏和偷襲方式作防衛時，這塊平原受納國斯隆德士兵的嚴密監視。平原上芬羅德花了許多人力堆砌了伊西爾山（Amon Ethir），離要塞入口很近，用作監視和偵察之用。迪能平原稍東的是路斯山（Amon Rúdh），是圖林與他的亡命之徒的根據地，山及周圍地帶一度被稱為多爾庫索爾（Dor-Cúarthol，意思是「弓與盔之地」）。要塞西北邊就是日後納國斯隆德大軍慘敗的淌哈拉德谷（Tumhalad），位於納羅格河與金理斯河之間，兩條河都是水流十分湍急。順著納羅格河上游前進，會最後來到艾佛林湖（Lake Ivrin），是納羅格河的泉源。要塞另一岸的土地、即迪能平原以南，則是安德蘭山脈。
雖然芬羅德在王位承繼順序中排行小，可是納國斯隆德王國的領土是眾精靈國度中最大的，北起多索尼安，南至大海，西迄南寧格河，東抵多瑞亞斯邊境。在第四戰役後，芬羅德喪失了多索尼安與西瑞安島，甚至他本人也在奪回精靈寶鑽的行動中喪生。歐洛隹斯（Orodreth）為王後，納國斯隆德精靈採用秘密作戰的方式防守，但最終在圖林的慫恿下，精靈們公開出戰卻慘敗。要塞前的堅固石橋本來使精靈容易出戰，最後竟讓敵人不費吹灰之力就跨過納羅格河的天險，掠奪並燒毀了費拉剛的廳堂。
戰後納國斯隆德被格勞龍（Glaurung）當作巢穴，至498年牠被圖林刺殺為止。及後就是小矮人（Petty-dwarves）密姆（Mîm）入主此地，宣稱取回古代小矮人對這地的主權。密姆被胡林所殺，胡林取走寶物後離去，可猜想納國斯隆德自此完全廢棄，隨著大陸在憤怒之戰後沉沒於波浪下。
納國斯隆德一名來自辛達語，意思是「納羅格河的地下要塞」Underground fortress on the river Narog。

#### 內佛瑞斯特
內佛瑞斯特（Nevrast）是貝爾蘭西北的海岸地帶。內佛瑞斯特原指整個貝爾蘭西北的海岸線，但後來改作這地區的名字。
內佛瑞斯特是一塊盆地，周圍被山脈圍繞，與多爾露明隔著露明山脈，西端則有塔拉斯山（Mount Taras），山下有著此地的唯一一座城市，凡雅瑪（Vanyamar）。內佛瑞斯特的中央有座大量鳥類棲息的大湖，林內溫湖（Linaewen），被沼澤所圍抱。內佛瑞斯特的氣候濕潤，因為海風帶來濕氣，以及露明山脈把寒風擋住，故此此地不像希斯隆一樣寒冷。　
在遠古時，歐希（Ossë）與烏歐牟都經常拜訪此地，所以有許多辛達族居住在這裡。特剛統治這裡後，就數內佛瑞斯特的辛達族與諾多族的精靈融合最快。貢多林建成後，內佛瑞斯特逐漸被放棄，亦沒有精靈或人類留居此地，除了圖爾（Tuor）曾短暫留居這裡。 
內佛瑞斯特一名來自辛達語，意思是「這一岸」Hither shore。

#### 歐西瑞安
歐西瑞安（Ossiriand）是貝爾蘭最東邊的地區，又稱為七河之地（Land of Seven Rivers），位於隆恩山脈與吉理安河之間。由南到北，歐西瑞安的七條河流分別是：
1. 吉理安河（Gelion）
2. 阿斯卡河（Ascar），薩恩渡口之戰後改稱拉斯洛瑞爾
3. 梭洛斯河（Thalos）
4. 里勾林河（Legolin）
5. 貝爾索爾河（Brilthor）
6. 杜爾溫河（Duilwen）
7. 阿督蘭特河（Adurant）

歐西瑞安主要是森林和草原地區，辛達族亦不在這裡居住，在這裡的居民是綠精靈（Laiquendi）。
第一紀元以前，部份南多族（Nandor）在首領丹耐索（Denethor）的率領下遷居於此，並奉庭葛為王。他們在第一會戰裡的伊瑞伯山一役死傷慘重，連首領丹耐索也戰死，結果此地的綠精靈因懷念首領而不再另立新王，他們行事也改為秘密行動，穿著葉綠色衣服隱藏行蹤。第一紀元中期，人類西遷首先是來到歐西瑞安，在梭洛斯河的源頭他們被碰巧旅遊經過的芬羅德發現。另外同時樹人（Ent）也居住在歐西瑞安、隆恩山脈另一面的伊利雅德的森林裡。
歐西瑞安只是一部份殘存在憤怒之戰以後，因為海水由中部擊破了隆恩山脈，倒灌阿斯卡河，成為日後的隆恩灣（Gulf of Lune），也毀壞了部份歐西瑞安。殘存的地區日後被稱為林頓（Lindon），是中土精靈的一大聚落，主要由吉爾加拉德（Gil-galad）與瑟丹統治。
歐西瑞安一名來自辛達語，意思即是「七河之地」Land of Seven Rivers。

#### 戴德洛斯地區
戴德洛斯（Dor Daedeloth）是貝爾蘭更北邊的地區，指安格班（Angband）附近及英格林山脈（Ered Engrin）的兩側。許多邪惡的生物和半獸人都棲息在這裡。戴德洛斯位處阿德加藍草原以北，此地再北就是佛洛威治（Forodwaith），那地被冰雪所覆蓋，精靈們無法從那裡包圍安格班。 
戴德洛斯的環境十分惡劣，不過在安格班之圍時，邪惡被精靈們壓制著，連安格班前的碎石裡也長有青草。有幾次戰役中，精靈都曾攻擊至戴德洛斯，但都被魔苟斯打敗，如費諾（Fëanor）本人就在這裡被炎魔所殺、葛溫多（Gwindor）帶騎兵殺至安格班的階梯上後戰敗被俘。
戴德洛斯一名來自辛達語，意思是「恐懼陰影之地」Land of the Shadow of Dread。

#### 貝爾蘭的島嶼
貝爾蘭的海上島嶼中，最大最有名的是巴拉爾島（Isle of Balar）。瑟丹在很早以前已探勘這島嶼，並在上面建立了庇護所。法拉斯許多精靈都到這裡避難，並與西瑞安河口的難民保持緊密的合作。巴拉爾島是貝爾蘭唯一一處沒有被自己人精靈或安格班的邪惡攻擊過，因此聚集了很多倖存者，亦是日後精靈與伊甸人在憤怒之戰後的起航點。儘管此地遠離大陸，但也逃不過陸沉的命運。
除了巴拉爾島外，巴拉爾灣上亦有一座不知名的較小的島嶼。在專吉斯特狹灣對開海面，也有一座不知名的島嶼。
貝爾蘭除了海島外，亦有兩座較突出的河島，分別是西瑞安島（Tol Sirion）與嘉蘭島（Tol Galen）。除了嘉蘭島與西瑞安島外，西瑞安河口是一處三角洲，擁有許多沙洲和小島嶼。前者是西貝爾蘭的戰略重地，於西瑞安河上，把守著西瑞安通道。芬羅德曾於島上修築一座塔，名為米那斯提力斯（Minas Tirith），並委任侄子歐洛隹斯守衛此地。這座島嶼在第四戰後淪陷於索倫手上，被改稱為堝惑斯島（Tol-in-Gaurhoth）。露西安與胡安擊敗索倫，解放了西瑞安島、拯救了貝倫。

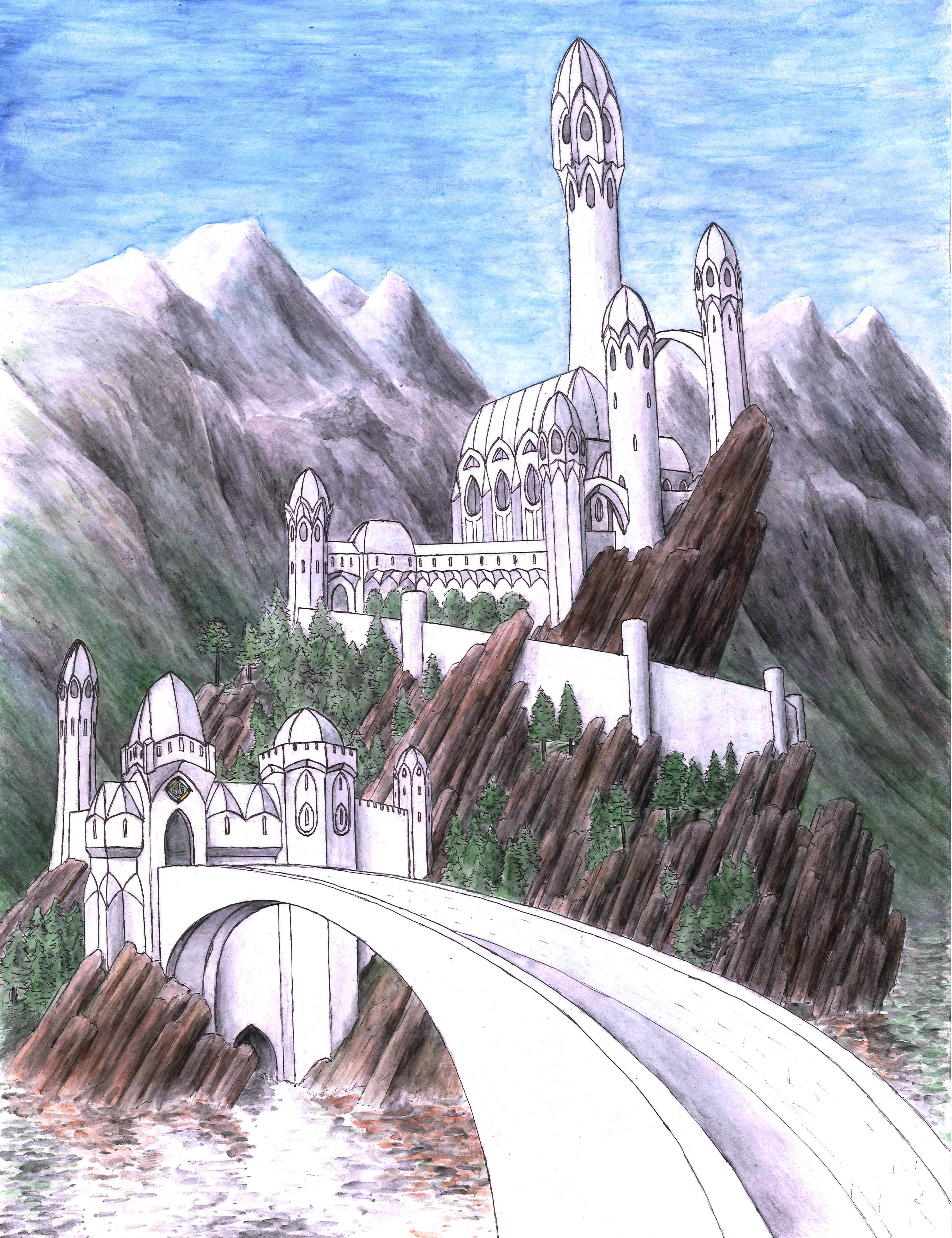
書迷對西瑞安島的描繪，由Matěj Čadil所畫。

後者也與貝倫和露西安有密切關係，嘉蘭島是他們從曼督斯的廳堂回歸後的居所，他們在那裡渡過餘生。因二人曾居住嘉蘭島，那裡日後被稱為斐恩·伊·古伊納地區（Dor Firn-i-Chuinar，意思為「生與死之地」）。嘉蘭島位於歐西瑞安，在阿督蘭特河上。露西安在佩戴精靈寶鑽後，發出的光輝使嘉蘭島變得如同維林諾的倒影般美麗。
憤怒之戰後，貝爾蘭幾乎全境陸沉，只有很少部份倖存下來。貝爾蘭尚有三處地方沒有陸沉，而是變成島嶼，分別是浮陰島（Tol Fuin），原是多索尼安的頂端、西姆林（Himling），原是海姆瑞恩的山頂，以及莫玟島（Tol Morwen），原位於貝西爾森林，第二、三紀元島上莫玟、圖林與妮諾爾的墓碑依然留存，人類水手不時會到島上悼念他們。
巴拉爾和嘉蘭的名字都是來自辛達語，前者正是邁雅歐希的辛達語名字，而後者解作「翠綠的」Green。。

## 居民

### 精靈
在貝爾蘭居住的精靈中，大致可分為幾類族群，分別是辛達族（Sindar）、諾多族（Noldor）、法拉斯瑞姆（Falathrim）、米斯林（Mithrim）、萊昆第（Laiquendi）和亞維瑞（Avari）。

#### 辛達族
辛達族（Sindar）為帖勒瑞族（Teleri）的一支，大部份的帖勒瑞族參加了大遠行（Great Journey），但西遷至貝爾蘭時領袖埃爾威（Elwë）失蹤，部份族人因深愛首領而留下尋找他，其餘則隨埃爾威的兄弟奧爾威（Olwë）遷到阿門洲。這些留下的帖勒瑞族精靈自稱為伊葛拉斯（Eglath，「被遺棄的子民」），後來重遇首領埃爾威（即埃盧·庭葛），他們在他和邁雅王后美麗安的領導下，建立了多瑞亞斯（Doriath）王國。
另外，部份辛達族精靈則散居於貝爾蘭各地，他們都共同尊庭葛為至高君王。散居各地的辛達族後來有許多都與諾多族混融了，尤其在特剛治下的內佛瑞斯特中混融速度最快。

#### 諾多族
諾多族（Noldor）早已西遷至阿門洲（Aman），後來因為受費諾的鼓動而追擊魔苟斯至中土大陸。諾多族可分為三個家族統治，分別是費諾家族（House of Fëanor）、芬國昐家族（House of Fingolfin）和費納芬家族（House of Finarfin）。
費諾家族先由費諾本人統領，後來他在第二戰役中戰歿，由其長子梅斯羅斯繼承。他們原居於米斯林湖一帶，後遷徙至東貝爾蘭，建立了一系列的設防地帶。是三支家族裡面人數最少的一支。
芬國昐家族則居於希斯隆地區，1/3的芬國昐子民是追隨特剛，其餘則是歸屬芬國昐和芬鞏本人。特剛的子民首先在內佛瑞斯特居住，與當地的辛達族混融得很快，後來遷入貢多林。芬國昐家族的人數是三支家族中最多。他們亦擁有諾多族的王權，是費諾死後梅斯羅斯把王權轉讓予芬國昐。
費納芬家族則是由芬羅德統領，主要居住在西貝爾蘭、多索尼安，以納國斯隆德（Nargothrond）為中心。是三支家族中唯一一支沒有由芬威（Finwë）兒子統領的家族。在特剛陣亡後，諾多族的王位傳承至費納芬家族的吉爾加拉德（Gil-galad）手上。

#### 法拉斯瑞姆
法拉斯瑞姆（Falathrim）是居住在貝爾蘭海岸線的精靈的統稱，他們皆受瑟丹的統治，屬於辛達族的支系，也奉庭葛為最高君王。法拉斯瑞姆留下貝爾蘭的原因是歐希（Ossë）說服了他們，使歐希管轄的海洋繼續有帖勒瑞族的聲音留存。他們集中在法拉斯港口（Havens of Falas），貝松巴與伊葛拉瑞斯特。此外又有些法拉斯瑞姆住在巴拉爾島、西瑞安河口和艾德西隆得（Edhellond）。

#### 米斯林
米斯林（Mithrim）原本是指居住在米斯林湖（Lake Mithrim）一帶的精靈，後來改用作稱呼他們居住的土地。他們也屬於辛達族，同樣尊庭葛為最高君王。

#### 萊昆第
綠精靈萊昆第（Laiquendi）是指遷移至貝爾蘭的南多族（Nandor）精靈，南多族在大遠行途中留居安都因河（Anduin）谷。他們不屬於辛達族的一系，但尊庭葛為最高君王。他們的首領是丹耐索（Denethor），後來他被半獸人殺死於伊瑞伯山，使萊昆第改用秘密作戰、偷襲埋伏的防衛方式。他們多居於歐西瑞安，也有部份在丹耐索死後遷至多瑞亞斯居住，主要聚居在克隆河與埃洛斯河夾角的雅索瑞安森林。

#### 亞維瑞
亞維瑞（Avari）絕大部份都仍居於東方，只有很少亞維瑞西遷至貝爾蘭，其中一例是伊奧（Eöl）。他曾居住在多瑞亞斯，後厭倦當地的悠閒生活而為庭葛王鍛造寶劍，換取艾莫斯谷森林的獨居權。森林裡有些和他一樣的僕人。另外在東貝爾蘭南部的都因那斯森林，不時都有亞維瑞會進去那裡。他們應該是奉庭葛為最高君王，且極其憎厭諾多族。
亞維瑞在東方有一領地，名為多溫尼安（Dorwinion，連結有誤，並非指多索尼安），不過並非位於貝爾蘭內。

### 人類
貝爾蘭的歷史裡，也有不少人類曾遷居至此，隸屬於精靈王國的指揮下。他們可分為兩族群，東方人與伊甸人。

#### 東方人
東方人（Easterlings）並非最早遷至貝爾蘭的人類，他們是聽聞謠言說貝爾蘭的土地肥沃富裕，或是受到魔苟斯的召喚而西遷。他們的膚色黝黑或土黃，長得矮壯。梅斯羅斯是最早與他們結盟的精靈君主，因為他認為須借助他們的力量來對抗魔苟斯推陳出新的攻擊。這些東方人之中有兩大首領，玻爾（Bór）和烏番格（Ulfang），他們都發誓效忠費諾家族，前者追隨梅斯羅斯與梅格洛爾，後者效力卡蘭希爾。玻爾及其子忠貞不二，最後可能全族為費諾家族戰死沙場；而烏番格和其子則是叛徒。
東方人首先居住在東貝爾蘭上，因為那裡是費諾眾子的地盤。後來一些東方人背叛精靈投靠魔苟斯，想換取貝爾蘭的沃土，卻被魔苟斯流放並封鎖在希斯隆。希斯隆的東方人首領名為布洛達（Brodda）與羅干（Lorgan）。很可能在第一紀元後期，有更多的東方人遷居至貝爾蘭，並為魔苟斯作戰、對抗西方大軍。

#### 伊甸人
伊甸人（Edain）是最早遷至貝爾蘭的人類，因為他們拒絕崇拜魔苟斯，並逃離處於他勢力之下的東方，前往聽說有光明的西方。伊甸人的樣貌酷似精靈，也學習了精靈許多的知識，甚至成為了精靈和人類之中偉大的領袖。伊甸人下分為三大族裔，比歐族（House of Bëor）、哈拉丁族（House of Haladin）和哈多族（House of Hador），三支族裔的領袖有互相通婚。精靈與人類的相戀都是發生在伊甸人之中，比歐族有兩次、哈多族有一次。
1. 比歐族效忠於費納芬家族，曾居於伊斯托拉德、拉德羅斯等地。他們的族人外貌是黑髮褐髮，眼睛灰色，長達較像諾多族精靈，也如諾多族一樣心靈手巧、擅於學習。他們族人的美貌和智慧最聞名，例如是莫玟、圖林、安列絲、比歐等人。
2. 哈拉丁族沒有效忠任何精靈王國。他們是散居、較不團結的族群，與另外兩族的關係也比較冷漠疏離，所用的語言與另外兩族大有不同。他們的外貌較接近比歐族，但身材與對學習的熱誠不及比歐族。原居於薩吉理安，後遷至伊斯托拉德，在首領哈麗絲的領導下再西遷至貝西爾。哈拉丁族與多瑞亞斯關係良好，為庭葛守護泰格林河渡口，庭葛也會派援軍幫助哈拉丁族作戰。[16][19]
3. 哈多族是效忠於芬國昐家族。哈多族人有金髮藍眼，身材高大，如同戰士一般，力量很強。與比歐族的關係十分良好。曾居於伊斯托拉德，後在哈多（Hador）的統領下遷移至多爾露明。
4. 另外有些留於伊斯托拉德的三支族群的子民，部份有投至費諾眾子的旗下作戰，例如是哈多族的安拉赫（Amlach）。[6]也有少許伊甸人因受謊言和迷惑的欺騙，離開了貝爾蘭返回東方。[6]
5. 出現在《魔戒三部曲》裡的督伊頓人（Drúedain）之祖先也有加入伊甸人。他們人數稀少，可能只有數百人，是哈拉丁族的同盟。[20]他們的外貌身材等與普通伊甸人三家族完全不同，也擁有伊甸人沒有的神奇能力，如同另一支人類族群，但仍獲精靈們喜愛，並視他們為有力的盟友。

### 矮人
矮人（Dwarves）首先有七個部落，其中有兩支部落遷移至隆恩山脈，建立了諾格羅德（Nogrod）與貝磊勾斯特（Belegost）兩座堡壘。他們在雙樹紀（Years of the Tress）之時已經居於貝爾蘭，並經常通過矮人路前往多瑞亞斯與庭葛王進行交易。許多貝爾蘭的宏偉奇觀都有矮人的出手幫助，如明霓國斯和納國斯隆德的興建。矮人的鑄造技術聞名貝爾蘭，最著名的工匠有塔爾查（Telchar）及其師父戛米勒·日拉克（Gamil Zirak）。
矮人與諾多族關係較好，因為諾多族曾追隨矮人的創造者奧力（Aulë）學習。雖然經常貿易，但矮人與辛達族的關係只是一般而已，日後更因精靈寶鑽的爭奪而化為世仇。

#### 小矮人
在貝爾蘭土地上，一支矮人的分支小矮人（Petty-dwarves）都曾居住此地。他們的居所位於納國斯隆德的洞穴和路斯山（Amon Rûdh）。對精靈來說，他們只存在於多瑞亞斯和納國斯隆德的古老傳說裡。他們心胸狹窄且自私，不論矮人、精靈和伊甸人都很不喜歡他們。在認識矮人前，精靈們誤把小矮人當成野獸獵殺，了解他們後就完全無視小矮人。在第一紀元時，小矮人已經人數少得瀕臨滅亡，技術和知識都已幾乎全部失落。

### 樹人
在古時森林由東貝爾蘭南邊的都因那斯森林，延綿至歐西瑞安，甚至隆恩山脈另一邊的伊利雅德、伊寧威治（Enedwaith）至法貢森林（Fangorn Forest）之間都一度被樹木所覆蓋。在這看似無盡的森林中，樹人（Ent）就居於其中。精靈們都了解牠們的存在，甚至曾教授牠們語言。魔苟斯也許都知道牠們的存在，因為食人妖（Troll）是他對樹人的拙劣模仿。樹鬍（Treebeard）當時也行走在貝爾蘭的森林中，在《魔戒二部曲：雙城奇謀》中牠唱歌描述回憶中的多索尼安、尼多瑞斯等森林。

### 巨鷹
在環抱山脈（Encircling Mountains）上，許多曼威（Manwë）的巨鷹（Eagles）都築巢在那裡，為貢多林的特剛王作斥候和監視之用。巨鷹屢次幫助走至絕路的精靈和人類，如芬鞏和梅斯羅斯、貝倫與露西安、胡林與胡爾等。巨鷹之王為索隆多（Thorondor），牠們留存在貝爾蘭至憤怒之戰，幫助埃蘭迪爾打敗魔苟斯的龍。

### 邪惡生物
在雙樹紀的末年，昂哥立安（Ungoliant）逃走至戈堝洛斯山脈中匿居，在那裡誕下許多如同她一樣的邪惡蜘蛛。雖然昂哥立安日後離開當地，但她的後裔仍佔據山脈，羅織網子、播下恐怖和死亡的陰影。而且在那山脈之中，尚有一些不知名的遠古生物作祟，讓戈堝洛斯山脈、蕩國斯貝谷成為貝爾蘭最惡名昭彰的險地。
戈堝洛斯山脈北面的多索尼安（Dorthonion）在恐怖之名上也不徨多讓，在第四戰役後多索尼安被焚燒破壞。大量精靈與人類慘遭殺害，不願安息的怨靈流連在多索尼安的高地森林裡，追趕任何踏上這地的生靈，把他們追趕至發瘋或活活扼死他們。
在安格班（Angband）裡，魔苟斯培育了不同的邪惡生物，半獸人（Orcs）、食人妖、龍、狼人等生物，另外也有許多邪惡的神靈和妖物潛伏在那裡，像是炎魔、蝙蝠、座狼（Wargs）、吸血鬼等。

### 其他生物
在貝爾蘭上，除了魔苟斯本人是維拉（Vala）及其麾下的墮落邁雅以外，有唯一一位邁雅居住在這塊土地上，美麗安（Melian）。她取了伊露維塔的子女般的形象，並與多瑞亞斯的王庭葛結合，生下了女兒露西安（Lúthien）。她作為多瑞亞斯的王后，不但為辛達族帶來許多知識，更以魔力構築起一道隱形的空間，美麗安環帶（Girdle of Melian），保護多瑞亞斯的子民。
另外，除了邁雅外，也有些強而有力的動物居於此地。其中一例是維林諾的神犬胡安（Huan），牠是隨主人凱勒鞏遷居至貝爾蘭。

## 創立
在托爾金的早期作品，貝爾蘭有許多姓名：
- Broceliand
- Golodhinand
- Geleriand
- Bladorinand
- Belaurien
- Arsiriand
- Lassiriand
- 歐西瑞安（Ossiriand）

## 資料來源
1. ↑  又譯貝雷瑞安德、貝勒里安德。貝爾蘭屬於聯經版《魔戒三部曲》及《精靈寶鑽》的譯名，貝雷瑞安德為聯經版《胡林的子女》的譯名，後兩者皆屬鄧嘉菀所翻譯，《魔戒》則是由朱學恆翻譯。後者貝勒里安德為譯林版《精靈寶鑽》的譯名。
2. 1 2 3 4 5 6 7 8  《精靈寶鑽》 2002年 聯經初版翻譯 附錄地圖
3. ↑  在2002年聯經版《精靈寶鑽》翻譯中，索引P.42中攔魔絲的意思為「大回聲」，在書中正文第九章《諾多精靈的逃亡》（P.109）的註解則表示意思為「群集的聲音」。
4. ↑  《精靈寶鑽》 2002年 聯經初版翻譯 P.109：「魔苟斯在痛苦中發出恐怖尖叫，那聲音在群山之間不住迴盪；因此，那地區又被稱為攔魔絲。」
5. ↑  《未完成的故事》 1998年 HarperCollins重印版 "Of Tour and His Coming to Gondolin"（P.68）：「While according to the other the names are simply descriptive of the nature of sounds in that region.」
6. 1 2 3  《精靈寶鑽》 2002年 聯經初版翻譯 第十七章《人類來到西邊》
7. ↑  《精靈寶鑽》 2002年 聯經初版翻譯 第十四章《貝爾蘭及其疆域》：「辛姆林山被四周一些較低矮的山丘所環繞，山頂寬廣平坦，光禿禿的沒什麼樹木。」辛姆林即指海姆瑞恩。
8. ↑  《中土世界的歷史》 Vol.11《珠寶之戰》 Boston: Houghton Mifflin, "The Grey Annals", p. 77
9. ↑  《精靈寶鑽》 2002年 聯經初版翻譯 第十四章《貝爾蘭及其疆域》：「費納芬的兒子安格羅德與艾格諾爾從多索尼安的北坡監視整片阿德加藍平原，他們又隸屬他們的哥哥，納國斯隆德的芬羅德王所管。」
10. 1 2  《精靈寶鑽》 2002年 聯經初版翻譯 第十四章《貝爾蘭及其疆域》：「而芬羅德也成了西瑞安河與大海之間這整片區域，除了法拉斯之外，所有精靈的王。」
11. ↑  《精靈寶鑽》 2002年 聯經初版翻譯 第十四章《貝爾蘭及其疆域》：「內佛瑞斯特比較是屬貝爾蘭而非希斯隆，...海上吹來的風給它帶來濕氣，背後的山脈又擋住了自北方吹下希斯隆的寒風。」
12. ↑  《精靈寶鑽》 2002年 聯經初版翻譯 第十章《辛達族精靈》：「萊昆第，...他們當中有許多往北進入了庭葛設有防衛的疆域。」
13. ↑  《未完成的故事》 1998年 HarperCollins重印版 "Narn i Chîn Húrin"
14. ↑  《精靈寶鑽》 2002年 聯經初版翻譯 第十六章《梅格林》：「他（伊奧）說：『...這一整片大地都是屬於帖勒瑞族的。我自己不會，...跟那些殺害我親族的人打交道，他們是侵略者與篡奪我們家園的人。』」
15. ↑  多溫尼安是盧恩內海西南的山脈與奔流河注入內海之間的地帶，最著名是滿佈葡萄園。是《哈比人歷險記》裡與瑟蘭督伊貿易葡萄酒的地方。多索尼安（Dorthonion）是指貝爾蘭北部的一塊高地，滿佈松樹林。
16. 1 2 3  《精靈寶鑽》 2002年 聯經初版翻譯 第十八章《貝爾蘭的毀滅與芬國昐的殞落》
17. ↑  《精靈寶鑽》 2002年 聯經初版翻譯 第二十四章《埃蘭迪爾的遠航與憤怒之戰》：「但是另外有一批人類的子孫，不知是烏多的百姓或東方其他的新來者，他們隨從敵人的大軍出戰。」
18. ↑  比歐族的兩次分別是艾格諾爾與安列絲（唯一一對精靈男性愛上人類女性，但二人沒有結合）、貝倫與露西安。哈多族的一次是圖爾與伊綴爾。
19. ↑  《精靈寶鑽》 2002年 聯經初版翻譯 第二十一章《圖林·圖倫拔》
20. ↑  《未完成的故事》 1998年 HarperCollins重印版 "The Drúedain"（P.487）
21. ↑  《精靈寶鑽》 2002年 聯經初版翻譯 第二十一章《圖林·圖倫拔》：「在...矮人往西翻越山脈來到貝爾蘭之前，精靈並不知道他們是什麼，而且會獵捕追殺他們。後來知道有矮人存在後，精靈就懶得理他們了。」
22. ↑  在《精靈寶鑽》第二十一章裡只有三名小矮人，密姆和他兩名兒子。其中一位兒子被圖林的亡命之徒射殺，另外一位被半獸人所殺。在第二十二章密姆於納國斯隆德被胡林所殺。估計密姆死後小矮人這個種族正式滅絕。
23. ↑  《精靈寶鑽》 2002年 聯經初版翻譯 第十九章《貝倫與露西安》：「此外還有一些日出之前所生的怪獸在那出沒，牠們有許多眼睛，獵食時寂靜無聲。」

## 外部連結
- Parma Endorion: Essays on Middle-earth (第三版)  邁克爾·馬蒂尼（Michael Martinez）